# Sara Blecher
Sara Blecher (nacida en la Provincia de Gauteng) es una cineasta sudafricana.

## Biografía
Blecher nació en Sudáfrica y se mudó con su familia a los Estados Unidos en su adolescencia. Años más tarde estudió cine en París y regresó al continente americano para graduarse de la Universidad de Nueva York. De vuelta en Sudáfrica, empezó a ejercer su carrera, grabando y produciendo inicialmente los documentales Surfing Soweto y Kobus And Dumile.
En 2013 fue nominada en la categoría de mejor director en los Africa Magic Viewers Choice Awards por su primer largometraje Otelo Burning, la historia de un joven llamado Otelo Buthelez que se gana la vida surfeando durante la era del apartheid. La película, elogiada por la crítica, ganó cerca de veinte premios a nivel internacional. Su segundo filme, Ayanda, se estrenó el 10 de octubre de 2015 en el Festival de Cine de Londres. En 2018 estrenó su tercer filme, Mayfair, producido entre la India y Sudáfrica.

## Filmografía
- Mayfair (2018)
- Dis ek, Anna (2015)
- Ayanda (2015)
- Otelo Burning (2013)
- Surfing Soweto (2010)
- Kobus And Dumile (2002)